# Wacława Rydzyńska
Wacława Rydzyńska (ur. 1926, zm. 6 lutego 2019) – działaczka społeczno-kulturowa z Głowna, od 1978 r. prezes Towarzystwa Przyjaciół Miasta Głowna. W 2003, za całokształt swojej społecznej pracy uhonorowana przez władze miasta tytułem Zasłużony Obywatel dla Miasta Głowna. Jest wdową po pułkowniku profesorze doktorze Zdzisławie Rydzyńskim, w latach 80. XX w. Naczelnym Psychiatrze Układu Warszawskiego
W 1951 ukończyła studia na Wydziale Stomatologicznym Uniwersytetu Łódzkiego, przez cztery lata uczęszczała także do Państwowego Konserwatorium Muzycznego w Łodzi na wydział wokalny, w latach 50. i 60. XX w. występowała jako solistka w Polskim Radiu.
Należała do inicjatorów wznowienia lokalnego wydawnictwa „Echo Głowna” oraz Fundacji na Rzecz Rozwoju Społeczno-Gospodarczego I Kulturalnego rejonu Głowna. Dzięki niej powstał Zarząd PCK w Głownie. W latach 70. i 80. XX w. była przez wiele kadencji radną Rady Miejskiej w Głownie i Rady Miaskiej w Łodzi. Jest członkiem i współzałożycielem Federacji Stowarzyszeń Kulturalnych Województwa Łódzkiego, przez wiele lat pełniąc funkcję Wiceprezesa. W 1989 wybrana po raz drugi do Zarządu Federacji, obecnie Członek Zarządu tej Federacji.
W 1977 z jej inicjatywy i pod jej kierownictwem powstała sala pamięci, która w 1989 została przekształcona w Muzeum Regionalne w Głownie. W ramach współpracy z licznymi muzeami Łodzi i województwa łódzkiego oraz Warszawy zorganizowano w Muzeum w Głownie kilkadziesiąt wystaw czasowych o bardzo różnej tematyce, m.in. archeologicznej, przyrodniczej, etnograficznej, historycznej, marynistycznej..
Prywatnie babcia trójki wnucząt - Macieja, Jacka i Zuzanny oraz dwójki prawnucząt - Aleksandry i Jana.
Jest autorką publikacji:
- „Osadnictwo w okolicach Głowna”,
- „Rodzina Głowieńskich” – 1984 r.
- „10 lat działalności Towarzystwa Przyjaciół Miasta Głowna” - 1987 r.,
- „Ludzie nauki i sztuki naszego miasta” - 1987 r.,
- „Walka podziemna, SZP, ZWZ, AK Rejon Głowno w okresie okupacji hitlerowskiej” – 1992 r.,
- „Skąd Nasz Ród”- skrót historii Głowna – 1997 r.
- 25 lat Muzeum Regionalnego – Forum Muzealnictwa i Kolekcjonerstwa - 2003 r.
- „Rękodzieło na start” Działaj lokalnie – Akademia filantropii – 2004 r.

Otrzymała medale, odznaczenia i wyróżnienia:
- 21.09.1995 r. Medal Honorowy Federacji Stowarzyszeń Kulturalnych Województwa Łódzkiego w uznaniu zasług w upowszechnianie kultury,
- w 1995 r. Medal Kawalera Komandorii Łódzkiej Ligi Morskiej
- w 1996 r. Medal Honorowy Wojewody Łódzkiego za Zasługi dla Województwa Łódzkiego,
- dwukrotnie tj. w 1996 r. oraz 1999 r. - Medal za Zasługi dla Samorządności przyznany przez Marszałka Województwa Łódzkiego
- dwukrotnie tj. w 1984 r. oraz w 1995 r. Nagrody Ministra Kultury i Sztuki za działania na rzecz upowszechniania kultury, oraz aktywną i twórczą pracę w dziedzinie upowszechniania kultury,
- Honorową Odznakę Miasta Łodzi, Honorowa Odznaka Towarzystwa Przyjaciół Łowicza i Ziemi Łowickiej, Zasłużony Działacz Kultury, Przyjaciel Dziecka, Odznaka PCK II i III stopnia, Honorowa Odznaka Ruchu Przyjaciół Harcerstwa, Honorowa Złota Odznaka Związku Emerytów i Rencistów, Złota i Srebrna Odznaka Pracowników Służby Zdrowia.